# Piosenki stare jak świat
Piosenki stare jak świat (podtytuł: Old Hits) – piąty album studyjny Ireny Santor wydany w 1966 roku nakładem wytwórni Polskie Nagrania. W 2018 płyta miała swoją premierę w serwisach streamingowych. Płyta zawierała wyłącznie utwory z okresu dwudziestolecia międzywojennego, z wyjątkiem utworu Przeminęło z wiatrem.

## Lista utworów
Strona a:
1. Przeminęło z wiatrem (Adam Lewandowski - Seweryn Mendelson)
2. Ja cieszę się (Rob Stolz - Andrzej Włast)
3. Odrobinę szczęścia w miłości (Jerzy Petersburski - Emanuel Schlechter)
4. Czy pani Marta jest grzechu warta (Fred Raymond - Marian Hemar)
5. Jesienne róże (Artur Gold - Andrzej Włast)
6. Portowe światła (Hugh Williams - Henryk Szpilman)

Strona b:
1. Graj piękny Cyganie (Karel Vacek - Andrzej Włast)
2. Kocha, lubi, szanuje (Henryk Wars - Konrad Tom, Emanuel Schlechter)
3. Przytul, uściśnij, pocałuj (Wiktor Krupiński - Andrzej Włast)
4. Ach, jak przyjemnie (Henryk Wars - Ludwik Starski)
5. W hawajską noc (Henryk Wars - Konrad Tom, Emanuel Schlechter)
6. Serce (Isaak Osipowicz Dunajewski - Tymoteusz Ortym)
7. Przy kominku (Artur Gold - Andrzej Włast)

## Charakterystyka albumu
Płyta Piosenki stare jak świat została wydana w 1966 roku przez wytwórnię Polskie Nagrania i zawierała dawne przeboje polskiej muzyki rozrywkowej wykonywane premierowo przez przedwojenne pokolenie jej przedstawicieli. Wszystkie piosenki na płycie pochodzą z okresu dwudziestolecia międzywojennego (poza utworem Przeminęło z wiatrem napisanym w 1946) Na całym albumie artystce akompaniuje Orkiestra Jerzego Abratowskiego. Album w 1967 uzyskał status Złotej Płyty Polskich Nagrań za sprzedanie ponad 150 000 egzemplarzy. Przed ukazaniem się całego albumu poprzedzono jego wydanie trzema singlami. W 1993 utwory z płyty wraz z  innymi przedwojennymi piosenkami ukazały się na płycie kompaktowej wydanej przez Polskie Nagrania ponownie nazwanej Piosenki stare jak świat. W 1999 natomiast album wraz z bonusami został wznowiony w ramach czwartej z dwunastu wspomnieniowych płyt Ireny Santor w ramach serii płyt Moje piosenki. W 2018 krążek doczekał się publikacji w serwisach streamingowych. 

## Single promujące albumPiosenki stare jak świat
- [1965] Muza SP 150 – Serce / W hawajską noc[11]
- [1966] Muza SP 247 – Przeminęło z wiatrem / Ja cieszę się[12]
- [1966] Muza SP 248 – Graj piękny Cyganie / Portowe światła[13]

## Muzycy
- Irena Santor – śpiew
- Orkiestra Jerzego Abratowskiego – akompaniament

## Realizatorzy
- Zdjęcie na okładce – Henryk Bietkowski
- Projekt okładki – Stanisław Żakowski
- Operator dźwięku – Halina Jastrzębska
- Reżyser nagrania – Wojciech Piętowski